# Penumbra: Overture
Penumbra: Overture — компьютерная игра в жанре survival horror, разработанная шведской компанией «Frictional Games» и выпущенная в 2007 году издателем «Lexicon Entertainment». В России игра первоначально была выпущена компанией «Новый Диск» под названием «Пенумбра: Тёмный мир», но затем права на издание последующих частей сериала перешли к «1C», которая переиздала первую часть под названием «Пенумбра 1. Истоки зла» (при этом, рекламная кампания «1C» косвенно представляла игру как приквел ко второй части).
Данная игра является первой частью в серии игр Penumbra.

## Сюжет
Сюжет Overture начинается с того, как некоему другу тридцатилетнего физика Филиппа Лафреска приходит письмо по электронной почте, в котором Филипп объясняет ему, что с ним случилось и умоляет закончить то, что он начал. Все последующие события игры представляют собой флешбек, который рассказывает Филипп своему другу по e-mail. В 2000 году Филипп после смерти своей матери получает таинственное письмо от своего отца, который давно ушёл из семьи и к тому моменту считался уже мёртвым. Письмо приводит Филиппа в далёкую Гренландию. Несмотря на сильный холод, герой находит вход в заброшенную шахту, о которой говорилось в письме отца. Когда он спускается в неё, лестница обламывается и в итоге Филиппу ничего не остается, кроме как двигаться вглубь шахты навстречу неизвестности. Спустя некоторое время он находит рацию и начинает принимать сообщения от некоего Рыжего — одного из шахтёров, которому каким-то образом удалось выжить. Очевидно, что Рыжий провел в шахтах много лет, что наложило отпечаток на его психическом здоровье. Рыжий обещает, что когда Филипп найдет его, тот постарается ответить на все вопросы, которые привели героя в Гренландию. Филипп, влекомый любопытством, спускается глубже в шахты, распутывая клубок тайн прошлых и нынешних жителей шахты. Прокладывая путь сквозь шахты, Филипп обнаруживает, что они населены враждебными существами: одичавшими псами (по виду напоминающими ожившие собачьи трупы: горящие жёлтые глаза, гниль и отсутствие шерсти и кожи на некоторых участках тела), гигантскими пауками и червями колоссальных размеров. Из обрывков газет и разбросанных записей Филиппу удается узнать, что некое тайное общество занималось в шахтах изучением аномальных явлений, но из-за какого-то происшествия оно покинуло это место или все его члены были убиты.
В конечном итоге Филипп попадает в область шахты, где всё это время его ждал Рыжий. Выясняется, что истинное имя Рыжего — Том Редвуд, который пребывал здесь в течение долгого времени. Если верить одной из записок, найденных в комнате Рыжего, несчастный живёт в шахтах в одиночестве с 14 лет, питаясь преимущественно крысами. Главный герой обнаруживает Тома спрятавшимся в огромной печи, откуда тот не желает выходить. Рыжий признаётся, что всё это время вел героя отнюдь не потому, что знает ответы на все вопросы, а просто потому, что ему не с кем было поговорить. Несчастный просит Филиппа лишь об одном — убить его. Впавший в отчаяние Рыжий не мог больше выносить тягот и одиночества. Филиппу ничего не остаётся, кроме как выполнить последнюю просьбу человека, ставшего его единственным другом и проводником в лабиринте шахт. Среди пепла Филипп находит ключ к двери, ведущую в другую область, которая помечена на карте как «Убежище». Спустившись по лестнице и оказавшись в длинном коридоре, Филипп замечает вдали человеческую фигуру. Герой направляется к незнакомцу, но внезапно в коридоре выключается свет, а затем Филипп теряет сознание, будучи оглушенным таинственным незнакомцем.

## Геймплей
Penumbra: Overture является игрой в жанре survival horror. Используя физический движок Newton Game Dynamics, создатели смогли добиться реалистичного эффекта присутствия. Движение предметов в игре производится не простым кликом мыши, что было бы типично для большинства игр, а ещё и движением указателя в определённом направлении. Например, для того, чтобы открыть дверь, её нужно взять за ручку (клик левой кнопкой мыши) и произвести мышью движение, как бы «потянув» дверь на себя. При этом игрок может открыть дверь полностью, либо слегка приоткрыть её. Данный приём также был использован в другой игре от Frictional Games
В Penumbra нет огнестрельного оружия, таким образом Филиппу придется обходиться подручными средствами: отбиваться от монстров молотком, киркой, либо бросая в них различные предметы, которых в изобилии в туннелях шахт. Игра разработана по принципу, что конфликт лучше предотвратить, нежели его решать. Например, Филипп может затаиться в тени, задержать врагов, забаррикадировав дверь позади себя, или заманивать монстров в клетки, а затем запирать их там.
В процессе игры игроку придется систематизировать сведения, полученные из обрывков газет и записок покойных шахтеров, комбинировать различные предметы и решать с их помощью предлагаемые загадки. Например, Филиппу придется самостоятельно отыскать ингредиенты для создания взрывчатки, приготовить её, сверяясь со справочником химических веществ, и взорвать с её помощью завал, преградивший путь к Рыжему.
В игре даётся довольно мало конкретных сведений о событиях, произошедших в шахте. Несмотря на большое количество письменных документов, из них достаточно трудно составить полную картину произошедшего.

## Технологическая демоверсия
Penumbra: Overture основана на более ранней игре Penumbra (также известной как Penumbra Tech Demo), техно-демоверсии, разработанной Frictional Games для демонстрации возможностей их игрового движка HPL Engine. В этой версии ярко выражены элементы фантастики — врагами являются монстры, похожие на собратьев из Silent Hill.

## История разработки
4 мая 2010 года игра была включена в сборник инди-игр со свободной ценой Humble Indie Bundle, распространяемую цифровым путём. После успеха продаж (выручка составила более одного миллиона долларов) разработчики игр сборника полностью открыли их исходный код, в том числе и движка HPL1 Engine.

## Отзывы
| Сводный рейтинг    | Сводный рейтинг |
| Агрегатор          | Оценка          |
| ------------------ | --------------- |
| GameRankings       | 73,74 %         |
| Metacritic         | 73/100          |
| Иноязычные издания |                 |
| Издание            | Оценка          |
| Eurogamer          | 7/10            |
| GameSpot           | 7,8/10          |
| GameZone           | 7,5/10          |
| IGN                | 7/10            |
| PC Gamer (US)      | 74 %            |
| VideoGamer         | 6/10            |

Игра получила в основном положительные отзывы.